# Абу-Шеш
Абу-Шеш (араб. أبو شاش‎) — деревня в Ливане, на территории мухафазы Южный Ливан. Входит в состав района Сур.

## География
Деревня находится в юго-западной части Ливана, вблизи государственной границы с Израилем, на расстоянии приблизительно 15 километров к югу от города Сур, административного центра района. Абсолютная высота — 295 метров над уровнем моря.

## Климат
Климат характеризуется как средиземноморский, с жарким летом (Csa  в классификации климатов Кёппена). Среднегодовая температура воздуха составляет 19,2 °C. Средняя температура самого холодного месяца (января) составляет 12,4 °С, самого жаркого месяца (августа) — 25,8 °С. Расчётная многолетняя норма осадков — 782 мм. Наибольшее количество осадков выпадает в период с октября по апрель.

## Транспорт
Ближайший аэропорт расположен в израильском городе Хайфа.